# Списак генерала НОВЈ
Списак генерала Народноослободилачке војске Југославије (НОВЈ), који су генералски чин добили у периоду од увођења официрских чинова 1. маја 1943. до формирања Југословенске армије (ЈА) 1. марта 1945. године. Одлуком Врховног штаба НОВ и ПОЈ о увођењу официрских и подофицирских чинова уведени су следећи генералски чинови — генерал-пуковник, генерал-лајтант и генерал-мајор. Први Указ о произвођењу и унапређивању официрских чинова НОВЈ објављен је маја 1943. у Билтену Врховног штаба и тада је генералски чин добило 13 генерала — 2 генерал-лајтнанта и 11 генерал-мајора.
До формирања Југослосвенске армије проглашено је преко 70 генерала, од чега један постхумно. До краја рата погинило је укупно четворо генерала НОВЈ — Војислав Ђокић, Владо Ћетковић, Иван Милутиновић и Франц Розман.
Током рата нико није унапређен у чин генерал-пуковника иако је као такав постојао у војној хијерархији. Први велики указ по ком су у Југословенској армији дотадашњи генерал-лајтнанти унапређени у овај чин десио се 16. децембра 1947. када су први генерал-пуковници постали Александар Ранковић, Милован Ђилас, Сретен Жујовић, Коча Поповић, Иван Гошњак, Пеко Дапчевић, Арсо Јовановић и Коста Нађ.

## Списак

### Генерал-лајтнанти
1. Јакоб Авшич (1896—1978) у чин генерал-лајтнанта унапређен 1. маја 1943. године.[4]
2. Михаило Апостолски (1906—1987) у чин генерал-мајора унапређен 1. маја 1943,[5] а у чин генерал-лајтнанта 1. октобра 1944. године. Народни херој.[6]
3. Иван Гошњак (1909—1980) у чин генерал-мајора унапређен 1. маја 1943,[7] а у чин генерал-лајтнанта 1. новембра 1943. године. Народни херој[8]
4. Пеко Дапчевић (1913—1999) у чин генерал-мајора унапређен 1. маја 1943,[9] а у чин генерал-лајтнанта 1. новембра 1943. године. Народни херој[8]
5. Петар Драпшин (1914—1945) у чин генерал-мајора унапређен 1. новембра 1943,[10] а у чин генерал-лајтнанта 3. јануара 1945. године.
6. Милован Ђилас (1911—1995) у чин генерал-лајтнанта унапређен марта 1944. године.[11]
7. Сретен Жујовић (1899—1976) у чин генерал-лајтнанта унапређен марта 1944. године.[11]
8. Арсо Јовановић (1907—1948) у чин генерал-мајора унапређен 1. маја 1943,[7] а у чин генерал-лајтнанта 1. новембра 1943. године.[8]
9. Данило Лекић Шпанац (1913—1986) у чин генерал-мајора унапређен 1. фебруара 1944,[12] а у чин генерал-лајтната 1. децембра 1944. године. Народни херој.[13]
10. Фјодор Махин (1882—1945) у чин генерал-лајтнанта унапређен 1. новембра 1943. године.[14]
11. Добросав Миленковић (1874—1973) у чин генерал-лајтнанта унапређен 1. децембра 1944. године.[15][16]
12. Лазар Милосављевић (1884—1967) у чин генерал-лајтнанта унапређен 1944. године.[16]
13. Иван Милутиновић (1901—1944) у чин генерал-лајтнанта унапређен марта 1944. године. Погинуо 20. октобра 1944. на Дунаву, код Београда. Народни херој[11]
14. Коста Нађ (1911—1986) у чин генерал-мајора унапређен 1. маја 1943,[7] а у чин генерал-лајтнанта 1. новембра 1943. године. Народни херој.[8]
15. Милош Обрадовић (1881—1972) у чин генерал-лајтнанта унапређен 1944. године.[17]
16. Саво Оровић (1888—1974) у чин генерал-лајтнанта унапређен 1. маја 1943. године.[7]
17. Бранко Пољанац (1908—1974) у чин генерал-мајора унапређен 1. новембра 1943,[10] а у чин генерал-лајтната 1. децембра 1944. године.[13]
18. Рудолф Приморац (1904—1979) у чин генерал-мајора унапређен 1. новембра 1944,[11] а у чин генерал-лајтната 1. децембра 1944. године. Народни херој.[13]
19. Коча Поповић (1908—1992) у чин генерал-мајора унапређен 1. маја 1943,[7] а у чин генерал-лајтнанта 1. новембра 1943. године. Народни херој.[8]
20. Александар Ранковић (1909—1983) у чин генерал-лајтнанта унапређен марта 1944. године. Народни херој.[11]
21. Франц Розман Стане (1911—1944) у чин генерал-мајора унапређен 1. маја 1943,[4] а у чин генерал-лајтнанта 1. септембра 1944. године. Погинуо несрећним случајем 7. новембра 1944. у близини Чрномеља. Народни херој.[18]
22. Велимир Терзић (1908—1983) у чин генерал-мајора унапређен 1. новембра 1943,[10] а у чин генерал-лајтнанта 15. марта 1944. године.[19]

### Генерал-мајори
1. Ладо Амброжич (1908—2004) у чин генерал-мајора унапређен 1. новембра 1944. године.[11]
2. Михаило Анђелић (1884—1959) у чин генерал-мајора унапређен 1. маја 1943. године.[7]
3. Радомир Бабић (1909—1996) у чин генерал-мајора унапређен 1. децембра 1944. године.[20]
4. Веко Булатовић (1884—1969) у чин генерал-мајора унапређен 1. маја 1943. године.[7]
5. Саво Бурић (1915—1963) у чин генерал-мајора унапређен 1. децембра 1944. године.[20]
6. Владимир Велебит (1907—2004) у чин генерал-мајора унапређен 15. марта 1944. године.[19]
7. Митар Вујовић (1911—1990) у чин генерал-мајора унапређен 1. септембра 1944. године.[18]
8. Радован Вукановић (1906—1987) у чин генерал-мајора унапређен 1. новембра 1943. године.[10]
9. Светозар Вукмановић Темпо (1912—2000) у чин генерал-мајора унапређен марта 1944. године. Народни херој.[11]
10. Јован Вукотић (1907—1982) у чин генерал-мајора унапређен 1. новембра 1943. године.[10]
11. Љубо Вучковић (1915—1976) у чин генерал-мајора унапређен 1. децембра 1944. године.[20]
12. Војислав Ђокић (1893—1943) у чин генерал-мајора унапређен 1. маја 1943,[7] умро 19. маја исте године од последица рањавања током непријатељског бомбардовања.[21]
13. Јосиф Ђорђевић (1880—1953) у чин генерал-мајора унапређен 15. новембра 1944. године.[21]
14. Љубодраг Ђурић (1917—1988) у чин генерал-мајора унапређен 1. октобра 1944. године.[6]
15. Павле Илић (1910—1964) у чин генерал-мајора унапређен 1. новембра 1943. године.[10]
16. Павле Јакшић (1913—2005) у чин генерал-мајора унапређен 1. септембра 1944. године. Народни херој.[18]
17. др Вацлав Јелинек (1883—1961) у чин генерал-мајора унапређен 1944. године.[22]
18. Ђоко Јованић (1917—2000) у чин генерал-мајора унапређен 1. децембра 1944. године.[20]
19. Васо Јовановић (1915—2013) у чин генерал-мајора унапређен 1. децембра 1944. године.[20]
20. Душан Кведер (1915—1966) у чин генерал-мајора унапређен 1. новембра 1944. године. Народни херој.[11]
21. Вјекослав Клишанић (1897—1980) у чин генерал-мајора унапређен 1. септембра 1944. године.[18]
22. Никица Кнежевић (1889—1973) у чин генерал-мајора унапређен 1. септембра 1944. године.[18]
23. Иван Крајачић (1906—1986) у чин генерал-мајора унапређен 1. децембра 1944. године.[20]
24. Божидар Краут (1901—1967) у чин генерал-мајора унапређен 1. децембра 1944. године.[15]
25. Милан Купрешанин  (1911—2005) у чин генерал-мајора унапређен 1. децембра 1944. године.[20]
26. Глигорије Мандић (1912—1994) у чин генерал-мајора унапређен 1. децембра 1944. године.[20]
27. Срећко Манола (1914—1979) у чин генерал-мајора унапређен 1. децембра 1944. године.[20]
28. Божидар Масларић (1895—1963) у чин генерал-мајора унапређен 1. октобра 1944. године.[23]
29. Владимир Матетић (1911) у чин генерал-мајора унапређен 1. новембра 1944. године.[11]
30. Карел Марчић (1891—1972) у чин генерал-мајора унапређен 1. новембра 1943. године.[24]
31. Иван Мачек (1908—1993) у чин генерал-мајора унапређен 1. децембра 1944. године.[20]
32. др Милисав Милосављевић (1887—1953) у чин генерал-мајора унапређен 1944. године.[16]
33. Милоје Милојевић (1912—1984) у чин генерал-мајора унапређен 1. децембра 1944. године.[20]
34. Ђоко Мирашевић (1896—1986) у чин генерал-мајора унапређен 1. септембра 1944. године.[18]
35. Милутин Морача (1914—2003) у чин генерал-мајора унапређен 1. децембра 1944. године.[20]
36. др Гојко Николиш (1911—1995) у чин генерал-мајора унапређен 1. новембра 1943. године.[10]
37. Бранко Обрадовић (1907—1983) у чин генерал-мајора унапређен 1. децембра 1944. године.[20]
38. Богдан Орешчанин (1916—1978) у чин генерал-мајора унапређен 1. децембра 1944. године.[20]
39. Миле Павичић (1899—1948) у чин генерал-мајора унапређен 1. децембра 1944. године.[20]
40. Фрањо Пирц (1899—1954) у чин генерал-мајора унапређен 1. септембра 1944. године.[18]
41. Петар Ћетковић (1907—1943) у чин генерал-мајор постхумно унапређен 1. маја 1943, умро 28. марта исте године од последица рањавања у Невесињу. Народни херој.[25]
42. Владо Поповић (1914—1972) у чин генерал-мајора унапређен 1. октобра 1944. године.[23]
43. Славко Родић (1918—1949) у чин генерал-мајора унапређен 1. новембра 1943. године.[10]
44. Иван Рукавина (1912—1992) у чин генерал-мајора унапређен 1. новембра 1943. године.[10]
45. Владо Ћетковић (1911—1944) у чин генерал-мајора унапређен 1. септембра 1944,[18] погинуо 20. октобра исте године у авионској несрећи. Народни херој.[25]
46. Раде Хамовић (1916—2009) у чин генерал-мајора унапређен 15. марта 1944. године.[19]
47. Саво Челебић (1879—1955) у чин генерал-мајора унапређен 30. јануара 1944. године.[26]
48. Јосип Черни (1903—2000) у чин генерал-мајора унапређен 1. септембра 1944. године.[18]
49. Владо Шегрт (1907—1991) у чин генерал-мајора унапређен 15. марта 1944. године.[19]
50. Милан Шакић (1915—1971) у чин генерал-мајора унапређен 1. децембра 1944. године.[20]
51. Јосип Шкорпик (1892—1973) у чин генерал-мајора унапређен 1. маја 1943. године.[7]